# Seznam skladatelů vážné hudby, E
Seznam skladatelů vážné hudby podle abecedy:
A – B –
C – Č –
D – E – 
F – G –
H – Ch –
I – J –
K – L –
M – N –
O – P –
Q – R –
Ř – S –
Š – T –
U – V –
W – X –
Y – Z –
Ž

## Ea–Ef
- Brian Easdale (1909–1995)
- Michael East (1580–1630)
- Michael Easton (1954–2004)
- Thomas Hugh Eastwood (1922–1999)
- John Eaton (1935)
- Samuel Ebart (1655–1684)
- Heinrich Karl Ebell (1775–1824)
- Johann Georg Ebeling (1637–1676)
- Petr Eben (1929–2007)
- Dennis Eberhard (1943–2005)
- Anton Eberl (1765–1807)
- Johann Ernst Eberlin (1702–1762)
- Karl Eberwein (1786–1868)
- Traugott Eberwein (1775–1831)
- Wolfgang Ebner (1612–1665)
- Johannes Eccard (1553–1611)
- Henry Eccles (1675–1745)
- John Carrew Eccles (1668–1735)
- Johann Gottfried Eckard (1735–1809)
- Gerald Eckert (1960)
- Karl Eckert (1820–1879)
- Rinde Eckert (1951)
- Sophie-Carmen Eckhardt-Gramatte (1898–1974)
- Gustl Edelmann (1910–1995)
- Jean-Frédéric Edelmann (1749–1794)
- Helmut Eder (1916–2005)
- Garth Edmundson (1900–1971)
- Julian Edwards (1855–1910)
- Richard Edwards (1525–1566)
- Jean-Baptoste van den Eeden (1842–1917)
- Cecil Effinger (1914–1990)

## Eg–El
- Lars Egebjer (1930–1986)
- Arne Eggen (1881–1955)
- Josef Egem (1874–1939)
- Klaus Egge (1906–1979)
- Arne Eggen (1881–1955)
- Moritz Eggert (1965)
- Werner Egk (1901–1983)
- Béni Egressy (1814–1851)
- Ján Egry (1824–1908)
- Abel Ehrlich (1915–2003)
- Soren Nils Eichberg (1973)
- Ernst Eichner (1740–1777)
- Richard Eilenberg (1848–1925)
- Ludovico Einaudi (1955)
- Gottfried von Einem (1918–1996)
- Karolina Eiriksdottir (1951)
- Mihaly Eisemann (1898–1966)
- Johann Jacob Lowe von Eisenach (1629–1703)
- Will Eisenmann (1906–1992)
- Hanns Eisler (1898–1962)
- Paul Eisler (1875–1951)
- Viktor Alexejevič Ekimovskij (1947)
- Halim El-Dabh (1921)
- André-Frédéric Eler (1764–1821)
- Edward Elgar (1857–1934)
- Alfonso de Elias (1902–1984)
- Brian Elias (1948)
- Anders Eliasson (1947)
- Jiří Eliáš (1908–1960)
- Jonathan Elkus (1931)
- Heino Eller (1887–1970)
- Martin Ellerby (1957)
- John Lodge Ellerton (1801–1973)
- Abraham Ellstein (1907–1963)
- Robert Elmore (1913–1985)
- John Elmsly (1952)
- Ernesto Elorduy (1853–1913)
- Józef Elsner (1769–1854)
- Arnold Elston (1907–1971)
- George Job Elvey (1816–1893)
- AntoineAimable-Elie Elwart (1808–1877)
- Herbert Elwell (1898–1974)

## Em–Er
- Jens Laurson Emborg (1876–1957)
- Maurice Emmanuel (1862–1938)
- Adam Joseph Emmert (1765–1812)
- František Gregor Emmert (1940)
- Johann Joseph Emmert (1732–1809)
- Juan del Encina (1468–1530)
- Heinrich Friedrich Enckhausen (1799–1885)
- Johann Samuel Endler (1694–1762)
- George Enescu (1881–1955)
- David Hermann Engel (1816–1877)
- Joel Engel (1868–1927)
- Lehman Engel (1910–1982)
- Georg Engelmann (1575–1632)
- Hans Ulrich Engelmann (1921)
- Einar Englund (1916–1999)
- Torbjörn Engström (1963)
- Auguste Enna (1859–1939)
- Manuel Enriquez (1926–1994)
- Péter Eötvös (1944)
- Nie Er (1912–1935)
- Jehan Erart (1200–1258)
- Donald Erb (1927–2008)
- Marie Joseph Erb (1858–1944)
- Christian Erbach (1573–1635)
- Heimo Erbse (1924–2005)
- Dietrich Erdmann (1917–2009)
- Eduard Erdmann (1896–1958)
- Gunther Erdmann (1939–1996)
- Suleyman Erguner (1902–1953)
- Daniel Erich (1649–1712)
- Robert Erickson (1917–1997)
- Ferenc Erkel (1810–1893)
- Gyula Erkel (1892–1909)
- László Erkel (1844–1896)
- Sándor Erkel (1846–1900)
- Ulvi Cemal Erkin (1906–1972)
- Camille Erlanger (1863–1919)
- Baron Fréderic d' Erlanger (1868–1943)
- Philipp Heinrich Erlebach (1657–1714)
- Gustav Gustavovič Ernesaks (1908–1993)
- Heinrich Wilhelm Ernst (1814–1865)
- Pasquale Errichelli (1730–1775)

## Es–Ez
- Rudolf Escher (1912–1980)
- Aylton Escobar (1943)
- Luis Antonio Escobar (1925–1993)
- Pedro de Escobar (1465–1535)
- Francisco Escudero (1913–2002)
- Eriks Esenvalds (1977)
- Andrej Jakovlevič Ešpaj (1925)
- Morten Eskesen (1826–1913)
- Hilarión Eslava y Elizondo (1807–1878)
- Oscar Esplá (1886–1976)
- Michele Esposito (1855–1929)
- Juan Esquivel Barahona (1563–1612)
- Juan Esquivel (1563–1612)
- Michael Esser (1737–1795)
- Jurgen Essl (1961)
- John Estacio (1966)
- Michael Este (1580–1648)
- Pablo Esteve y Grimau (1630–1794)
- Pavel kníže z Esterházy (1635–1713)
- Joao Rodrigues Esteves (1729–1751)
- Carlos Estrada (1909–1970)
- Julio Estrada (1943)
- Jean de Estrée (?–1576)
- Roshanne Etezady (1973)
- Max Ettinger (1874–1951)
- Akin Euba (1935)
- Carl Dietrich Eule (1776–1827)
- Ursula Euteneuer-Rohrer (1953)
- ill Evans (1929–1980)
- Ralph Evans (1953)
- Tecwyn Evans (1971)
- Robert Evett (1922–1975)
- Viktor Vladimírovič Evald (1860–1935)
- Eric Ewazen (1954)
- Joseph Leopold Eybler (1765–1846)
- Jacob van Eyck (1589–1657)
- Henry Eymieu (1860–1931)
- Eberhard Eyser (1932)
- Edmund Eysler (1874–1949)